# Onychium
Genre
Onychium est un genre de fougères de la famille des Pteridaceae.

## Répartition
Ce genre est représenté en Afrique de l'Est, sur la Péninsule arabique, en Iran, en Asie du Sud et du Sud-Est, en Océanie, au nord-est jusqu'au Japon, à l'ouest jusqu'au Soudan, au sud jusqu'en Australie.

## Liste des espèces
Selon GBIF (18 septembre 2021) :
- Onychium cryptogrammoides Christ
- Onychium divaricatum (Poir.) Alston
- Onychium japonicum (Thunb.) Kunze
- Onychium kholianum Fraser-Jenk. & Matsumoto
- Onychium lucidum (D.Don) Spreng.
- Onychium micropterum Hook.
- Onychium moupinense Ching
- Onychium nitidula Baker
- Onychium plumosum Ching
- Onychium siamense Fraser-Jenk. & Kandel
- Onychium siliculosum (Desv.) C.Chr.
- Onychium tenuifrons Ching
- Onychium vermae Fraser-Jenk. & Khullar
- Onychium ×matsumotoi Fraser-Jenk. & Kandel

Selon Plants of the World online (POWO) (18 septembre 2021) :
- Onychium cryptogrammoides Christ
- Onychium divaricatum (Poir.) Alston
- Onychium fragile S.Verma & Khullar
- Onychium japonicum (Thunb.) Kunze
- Onychium kholianum Fraser-Jenk. & S.Matsumoto
- Onychium lucidum (D.Don) Spreng.
- Onychium ×matsumotoi Fraser-Jenk. & Kandel
- Onychium moupinense Ching
- Onychium plumosum Ching
- Onychium siamense Fraser-Jenk. & Kandel
- Onychium siliculosum (Desv.) C.Chr.
- Onychium tenuifrons Ching
- Onychium vermae Fraser-Jenk. & Khullar

## Systématique
Le nom scientifique de ce taxon est Onychium, choisi en 1820 par le botaniste allemand Georg Friedrich Kaulfuss, pour l'espèce type Onychium capense.
Le genre Leptostegia D.Don est synonyme de Onychium,.